# William Bayer
William Bayer, noto anche con lo pseudonimo di David Hunt (Cleveland, 20 febbraio 1939), è uno scrittore statunitense di libri gialli.

## Premi letterari
- Nel 1982 con il libro Artigli sulla città (Peregrine) ha vinto il premio Edgar Award.

## Opere
- 1962, In Search of A Hero
- 1974, Stardust
- 1976, Visions of Isabelle
- 1978, Tangier
- 1980, Punish Me With Kisses
- 1987, Pattern Crimes
- 1989, Il dettaglio (Blind Side), stampato nella collana I Blues dalla Mondadori[1] o nel 1997 nella collana Il Giallo Mondadori con il numero 2523.[1]
- 2001, Tarot
- 2002, Il sogno dei cavalli spezzati (The Dream of the Broken Horses), stampato dalla Garzanti.[1]

### Scritti con Frank Janek
- 1981, Artigli sulla città (Peregrine) premio Edgar Award 1982, stampato nel 1986 nella collana Il Giallo Mondadori con il numero 1928.[1]
- 1984,  Lo scambio (The Switch) pubblicato nel 1987 da Sperling & Kupfer[1] e nel 2006 da Hobby & Work nella collana Crimen[1]
- 1991,	Lucida ossessione (Wall flower), stampato nel 1993 nella collana Interno giallo dalla Mondadori[1] o nel 1996 nella collana Il Giallo Mondadori con il numero 2482.[1]
- 1994, Il labirinto degli specchi (Mirror Maze), stampato nel 1998 nella collana Il Giallo Mondadori con il numero 2588.[1]

### Scritti come David Hunt con Kay Farrow
- 1997, Il racconto del mago (The Magician's Tale), stampato dalla Garzanti.[1]
- 1998, Un gioco di luce (Trick Of Light	), stampato dalla Garzanti.[1]